# Kullaberg
Kullaberg ( PRONÚNCIA) é uma reserva natural situada numa península do município de Höganäs, próximo de Mölle, na província de Escânia, no sudoeste da Suécia. 

É uma área de grande biodiversidade, com uma série de espécies raras, designada como uma Área Importante para as Aves (IBA),  bem como Zona de Protecção Especial (ZPE)

Nas suas águas do Mar Báltico, abundam as toninhas – cetáceos primos dos golfinhos. Em dias de pouco vento, é possível avistar estes animais e ver as suas barbatanas e dorso típico, tanto a partir de terra como em barcos de safari aquático.